# Élections générales britanniques de 1951
Les élections générales de 1951 au Royaume-Uni eurent lieu vingt mois après celles de 1950, que le Parti travailliste n’avait remportées qu’avec une faible majorité : cinq sièges seulement. Le gouvernement travailliste convoqua des élections surprises pour le jeudi 25 octobre 1951 en espérant accroître sa majorité parlementaire. Pourtant, bien qu’ils eussent remporté la majorité des voix, obtenant au total le plus grand nombre de votes jamais obtenu et leur meilleur pourcentage, les travaillistes remportèrent moins de sièges que les conservateurs. Cette élection marqua le retour de Winston Churchill au poste de Premier ministre, et le début d’une période de treize ans d’opposition pour les travaillistes. Ce furent les dernières élections générales organisées sous le règne de George VI puisqu’il mourut le 6 février de l’année suivante et que sa fille, Élisabeth II, lui succéda.
Les élections de 1951 furent les deuxièmes à être couvertes par la BBC. Le soir du vote, les résultats furent diffusés depuis les studios de la BBC de Lime Grove à Londres. Ce furent Graham Hutton, David Butler et H.G. Nicholas qui, de 2 h 45 à 4 h, dirigèrent sur les services de télévision la couverture de cette nuit des élections. Le lendemain, la couverture télévisée recommença à 10 h à la télévision et se poursuivit toute la journée jusqu’à 17 h.

## Sondages

Intentions de votes

## Résultats

### La participation électorale
Bien qu’en légère diminution par rapport à 1950, le pourcentage des suffrages exprimés est supérieur à celui de toutes les élections générales de 1918 à 1945 et atteint 82,53 %.

#### Les suffrages obtenus par les différents partis
| Parti | Parti                                     | Candidats | Candidats | Candidats | Candidats | Votes      | Votes | Votes |
| Parti | Parti                                     | Présentés | Élus      | +/-       | %         | Nombre     | %     | +/-   |
| ----- | ----------------------------------------- | --------- | --------- | --------- | --------- | ---------- | ----- | ----- |
|       | Parti travailliste                        | 617       | 295       | -28       | 48,8      | 13 948 883 | 48,8  |       |
|       | Parti conservateur                        | 562       | 302       | +19       | 48,0      | 12 659 712 | 44,2  |       |
|       | Parti national-libéral                    | 55        | 19        | +3        | 3,04      | 1 058 138  | 3,70  |       |
|       | Parti libéral                             | 109       | 6         | -3        | 0,96      | 730 546    | 2,55  |       |
|       | Nationalistes indépendants                | 3         | 2         | +2        | 0,32      | 92 787     | 0,32  |       |
|       | Parti travailliste d'Irlande du Nord (en) | 1         | 1         | +1        | 0,16      | 33 174     | 0,12  |       |
|       | Parti communiste                          | 10        | 0         | 0         | /         | 21 640     | 0,08  |       |
|       | Indépendants                              | 6         | 0         | 0         | /         | 19 791     | 0,07  |       |
|       | Plaid Cymru                               | 4         | 0         | 0         | /         | 10 920     | 0,04  |       |
|       | Parti national écossais                   | 2         | 0         | 0         | /         | 7 299      | 0,03  |       |
|       | Conservateur indépendant                  | 1         | 0         | 0         | /         | 5 904      | 0,02  |       |
|       | Parti travailliste indépendant            | 3         | 0         | 0         | /         | 4 057      | 0,01  |       |
|       | British Empire Party (en)                 | 1         | 0         | 0         | /         | 1 643      | 0,01  |       |
|       | Irish Anti-Partition League (en)          | 1         | 0         | 0         | /         | 1 340      | 0,00  |       |
|       | United Socialist Movement (en)            | 1         | 0         | 0         | /         | 411        | 0,00  |       |
| Total | Total                                     | 1 376     | 625       | /         | 100       | 28 596 594 | 100   | /     |

### Analyse des résultats
Par rapport aux élections générales de 1950 la progression en voix est forte pour le Parti conservateur qui passe de 11 507  061 à 12 659 712 voix, modérée pour les travaillistes qui obtiennent 13 948 883 voix contre 13 266 592 en 1950  alors que le Parti libéral est en très fort recul avec 730 546 voix contre 2 621 487 en 1950.